# إيفيلين بروك
إيفيلين بروك (بالإنجليزية: Evelyn Gertrude Brooke)‏ هي ممرضة نيوزيلندية، ولدت في 13 سبتمبر 1879، وتوفيت في 11 فبراير 1962.